# 動物園へ行こう
「動物園へ行こう」（どうぶつえんへいこう、原題：Going to the Zoo）は、アメリカ合衆国のシンガーソングライター、トム・パクストンの楽曲。

## 概要
1964年発売のアルバム『ランブリン・ボーイ』に収録された。作詞・作曲はトム・パクストン自身による。
子供を主人公にして、動物園へ行ってから帰るまでの様子を歌っている。トム・パクストンはフォーク歌手であるが、本曲のような子供向けの歌も手掛けている。

## 日本語版
日本では海野洋司の訳詞により「動物園へ行こう」として、NHKの『歌はともだち』『みんなのうた』『おかあさんといっしょ』等で放送された。
海野洋司による日本語版の歌詞は7番まで存在し、歌詞には「動物園」を表す英語「ZOO」や、動物の鳴き声などが挿入されている。
『おかあさんといっしょ』での放送では1番→3番→5番で、まだまだ遊ぶ展開で終わっている。
その他に中川五郎の訳詞や、訳詞者は不詳だが「一緒にどうだい動物園に」という別の訳詞もある。

## みんなのうた
『みんなのうた』では1975年2月 - 3月に放送。越部信義が編曲し、歌唱はかまやつひろしと東映児童劇団が担当した。放送では4番と5番が省かれ、くたびれた様子を歌った6番はスローテンポとなった。なおかまやつは、1973年12月 - 1974年1月放送の「さすらいのバイオリン」に次いで、2回目の『みんなのうた』出演だが、2017年に死去、本曲が最後の出演となった。映像は実写と堀口忠彦製作アニメを併用。
再放送は1年後の1976年2月 - 3月、1977年4月 - 5月のみ。
なお「みんなのうた発掘プロジェクト」によって、1970年代から1980年代前半の堀口製作作品が提供されたことで、映像が現存してないのは本曲のみとなった。

## カバー

### 日本国外
- ピーター・ポール&マリー（1969年、『ピーター・ポール&マミー（英語版）』収録）
- ジュリー・フェリックス（英語版）（1969年、同名のアルバム『Going To The Zoo』収録）
- ラフィ（1976年、『Singable Songs for the Very Young』収録）

### 日本
- ザ・フォーク・クルセダーズ（1968年の解散コンサートで披露。中川五郎の訳詞。2003年発売の『フェアウェル・コンサート』にて初の商品化）
- ボニージャックス（1976年、『NHKみんなのうたより Vol.12』（キング SKM-2241）に収録）
- 岡浩也（1976年、シングル。ユニオン US-7004）
- はせさん治（1976年、シングル。パイオニア L-2507。宮本浩次の「はじめての僕デス」B面）
- 水木一郎、NHK東京放送児童合唱団（1977年、LP『NHKみんなのうた ひげなしゴゲジャバル』（コロムビア CW-7138）に収録）
- 宍倉正信、ひばり児童合唱団（1976年、『「NHKみんなのうた」より 〜森の熊さん、ドレミの歌〜』（ポリドール MQ-1013）に収録）
- 田中星児（1975年、『NHKテレビ「みんなのうた」より みんなで歌おう／田中星児』（ビクター JBX-61）に収録）
- 宮内良、ひまわりキッズ（キング）
- 坂田おさむ（日本クラウン）
- 今井ゆうぞう、はいだしょうこ（2004年、ビデオソフト『NHKおかあさんといっしょ 最新ソングブック タンポポ団にはいろう!!』に収録）
- クリステル・チアリ（英語原詞で歌唱。2009年、『はじめてのえいごのうた ベスト50 -ロンドンばし・ドレミのうた・メリーさんのひつじ-』（キング KICG-8667）に収録）
- しまじろう（南央美）（2011年、『しまじろう ヘソカ〜おでかけゴーゴー!』（ソニーミュージック MHCL-1945〜6）に収録）